# Claudio Beorchia
Claudio Beorchia (Udine, 26 febbraio 1932) è un politico italiano.